# Bisołt Diecyjew
Bisołt Osmanowicz Diecyjew (ur. 17 stycznia 1964) – radziecki, a potem kirgiski zapaśnik walczący w stylu klasycznym. Mistrz Europy w 1988. Pierwszy w Pucharze Świata w 1987, 1989, 1990 i 1991. Czwarte miejsce na igrzyskach azjatyckich w 1998. Srebrny medal na mistrzostwach Azji w 1997 roku.